# José Adán Castelar
José Adán Castelar (9 de abril de 1941, Coyoles Central - 24 de diciembre de 2017, Tegucigalpa) fue un escritor y poeta hondureño.

## Biografía y carrera
Castelar nació el 9 de abril de 1941 en Coyoles Central, en Olanchito. Pero a los seis meses de edad, él y su madre se trasladaron a vivir a la ciudad de La Ceiba. Trabajó como enfermero durante aproximadamente 30 años, pero finalmente se inclinó más por la rama de las letras que por la medicina. Formó parte de La Voz Convocada, que fue un grupo de poetas caribeños, asimismo colaboró con suplementos diarios para los periódicos La Prensa, Diario Tiempo, El Día y la Revista Presente. A lo largo de su carrera como escritor publicó varios poemarios y obtuvo distintos premios. Se casó con Marta López, fallecida a la edad de 46 años; ambos son los padres del periodista José Adán Castelar López, nacido en 1966.

## Obras
- Ser (1961)
- Poema estacional (1966)
- Entretanto (1970)
- Memoria en mano (1976)
- Rutina (1981)
- Sin olvidar la humillación (1983)[5]
- Andar (1985)
- Digo, no es un decir (1986)
- Pasión del claroscuro (1988)
- Tiempo ganado al mundo (1989)

## Premios
- 1982 - Premio Itzam Na de literatura[6]
- 1986 - Premio Latinoamericano de Poesía Roberto Sosa[6]
- 1988 - Premio Centroamericano de Poesía Juan Ramón Molina[6]
- 2003 - Premio Nacional de Literatura Ramón Rosa[6]